# Caesio varilineata
Caesio varilineata es una especie de pez del género Caesio, familia Caesionidae. Fue descrita científicamente por Carpenter en 1987.
Se distribuye por el Océano Índico: África Oriental, incluidos el mar Rojo y el golfo Arábigo, hasta el oeste de Indonesia. La longitud total (TL) es de 40 centímetros. Habita en lagunas profundas y arrecifes marinos y su dieta se compone de zooplancton. Puede alcanzar los 25 metros de profundidad.
Está clasificada como una especie marina inofensiva para el ser humano.